# Stephan Burián

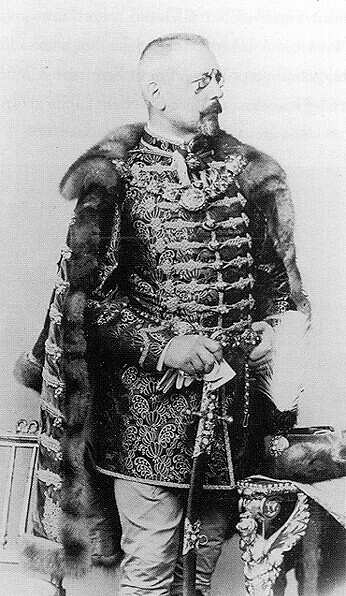
Stephan Burián von Rajecz.

Stephan Burián, greve Burián von Rajecz, född 16 januari 1851 i Stampfen, död 20 oktober 1922 i Wien, var en österrikisk-ungersk statsman.
Burián tjänstgjorde i olika diplomatiska och konsulära befattningar i Moskva, Stuttgart och Aten. Åren 1903–1912 var han finansminister och nedlade ett stort arbete på organisationen av de av Österrike-Ungern 1908 annekterade landskapen Bosnien och Hercegovina. År 1913 blev han ungersk minister vid hovet i Wien och efterträdde 15 januari 1915 greve Leopold von Berchtold som utrikesminister. I detta ämbete företrädde Burián en politik, som såg målet i en snar fred. Därigenom överensstämde han med de meningsriktningen inom den tyska riksdagens västerpartier, som arbetade åt samma håll, och han knöt även kontakter med dessa. Efter Tysklands och Österrike-Ungerns fredshänvändelse 12 december 1916, vilken blev resultatlös, avgick Burián som utrikesminister. Hans viktigaste ledord för fred har varit att inga annekteringar skulle ske i väster. Han arbetade därför för ett uttalande från Tysklands sida att man inte tänkte sig behålla Belgien varaktigt, men misslyckades. Han gjorde även stora ansträngningar för att hålla Italien utanför kriget, men misslyckades även här. Han hade en viktig funktion i att centralmakterna lyckades få med Bulgarien och Osmanska riket i sin allians. Genetmot tanken på ett nytt Polen, drev han linjen att Polen borde få bli en självständig stat, i union med Österrike-Ungern. Han drev även hårt Österrike-Ungerns jämställdhet som krigförande parter under kriget. Efter sin avgång som utrikesminister i december 1916 blev Burián i stället finansminister, men efterträdde redan 15 april 1918 greve Ottokar Czernin som utrikesminister. Han fortsatte nu den fredspolitik som han tidigare företrätt. 14 augusti 1918 utfärdade han en inbjudan till de stridande nationerna att avbryta fientligheterna och börja fredsunderhandlingarna. Maningen klingade ohörd, och Burián avgick 24 oktober 1918 och efterträddes av Gyula Andrássy den yngre. Burián tog därefter ingen aktiv del i politiken. Han utgav efter kriget sina Erinnerungen (1919) och Drei Jahre aus der Zeit meiner Amtsführung im Krige (1923).